# 17070 Yanniksingh
17070 Yanniksingh este o planetă minoră (asteroid), cu un diametru de 5,067 km, din centura de asteroizi. A fost descoperită pe 15 aprilie 1999 la Experimental Test Site⁠(d) de Lincoln Near-Earth Asteroid Research. 
Obiectul prezintă o orbită caracterizată de o semiaxă mare de 2,5849547 UAi, o excentricitate de 0,18, o înclinație de 10,09667 ° în raport cu ecliptica.